# Sàn
Sàn là bề mặt dưới của một căn phòng hoặc phương tiện di chuyển. Sàn có thể thay đổi từ đất trống đơn giản trong một hang động đến các bề mặt nhiều lớp được làm bằng công nghệ hiện đại. Sàn có thể là đá, gỗ, tre, kim loại hoặc bất kỳ vật liệu nào khác có thể chịu được tải trọng dự kiến.
Các tầng của một tòa nhà thường được gọi là các tầng, mặc dù đôi khi cũng được gọi là tầng.
Thường thì sàn bao gồm một lớp nền để hỗ trợ và một lớp phủ sàn được sử dụng để tạo ra bề mặt đi bộ tốt. Trong các tòa nhà hiện đại, lớp nền thường có dây điện, ống nước và các dịch vụ khác được tích hợp. Vì sàn phải đáp ứng nhiều nhu cầu, trong đó có những yêu cầu về an toàn, các sàn được xây dựng tuân thủ các mã xây dựng nghiêm ngặt ở một số khu vực.